# Lijst van plaatsen in Wales

Grootste cities en towns van Wales

Een lijst van plaatsen in Wales, met de status town (=een nederzetting erkend door de monarch door middel van een town charter).
Steden zijn in het vet aangegeven.

## A
Aberaeron, Aberdare, Abergavenny, Abergele, Abertillery, Aberystwyth, Amlwch, Ammanford

## B
Bala, Bangor, Bargoed, Barmouth, Barry, Beaumaris, Bethesda, Betws-y-Coed, Blaenau Ffestiniog, Blaenavon, Blackwood, Brecon, Bridgend, Briton Ferry, Brynmawr, Buckley, Builth Wells, Burry Port

## C
Caernarfon, Caerphilly, Caldicot, Cardiff, Cardigan, Carmarthen, Chepstow, Chirk, Colwyn Bay, Connah's Quay, Conwy, Corwen, Cowbridge, Criccieth, Crickhowell, Cwmbran

## D
Denbigh, Dolgellau

## E
Ebbw Vale

## F
Ffestiniog, Fishguard, Flint

## G
Glanaman, Glynneath, Gorseinon

## H
Harlech, Haverfordwest, Hawarden, Hay-on-Wye, Holyhead, Holywell

## K
Kidwelly, Knighton

## L
Lampeter, Laugharne, Llandeilo, Llandovery, Llandrindod Wells, Llandudno, Llandysul, Llanelli, Llanfair Caereinion, Llanfairfechan, Llanfairpwllgwyngyllgogerychwyrndrobwllllantysiliogogogoch, Llanfyllin, Llangefni, Llangollen, Llanidloes, Llanrwst, Llantrisant, Llantwit Major, Llanwrtyd Wells, Loughor

## M
Machynlleth, Maerdy, Maesteg, Menai Bridge, Merthyr Tydfil, Milford Haven, Mold, Monmouth, Montgomery

## N
Narberth, Neath, Newborough, Newcastle Emlyn, Newport, Newport (Pembrokeshire), New Quay, Newtown, Neyland

## P
Pembroke, Pembroke Dock, Penarth, Pencoed, Penmaenmawr, Pontardawe, Pontypool, Pontypridd, Porth, Porthcawl, Porthmadog, Port Talbot, Prestatyn, Presteigne, Pwllheli

## Q
Queensferry

## R
Rhayader, Rhuddlan, Rhyl, Ruthin, Risca

## S
St Asaph, St Clears, St Davids, Saltney, Shotton, Swansea

## T
Talgarth, Tenby, Tonypandy, Tredegar, Tregaron, Treorchy, Tywyn

## U
Usk

## W
Welshpool, Whitland, Wrexham

## Y
Ystradgynlais